# Homburgwald
Der Homburgwald (auch Homburg oder Homburger Berge genannt) ist ein bis 408 m ü. NHN hoher Mittelgebirgszug des Weserberglands im Landkreis Holzminden in Niedersachsen (Deutschland). In der naturräumlichen Gliederung Deutschlands (Blatt Göttingen) wird der Homburgwald als Stadtoldendorfer Wald bezeichnet und dem (Nördlichen) Sollingvorland zugerechnet.

## Geographische Lage
Der Homburgwald befindet sich an der Ostflanke des Mittelteils vom langgestreckten Weserbergland zwischen den Mittelgebirgs- und Höhenzügen Hils im Nordosten, Elfas im Südosten, Amtsberge im Südsüdosten, Holzberg im Süden, Solling im Süden, Burgberg im Südwesten und Vogler im Nordwesten. Er liegt zwischen Eschershausen im Norden und Stadtoldendorf im Süden; westlich, nördlich und östlich an ihm vorbei führt ein Abschnitt der Bundesstraße 64, die Eschershausen mit Einbeck verbindet.

### Berge
Zu den Bergen und Erhebungen im Homburgwald gehören – mit Höhe in Meter über Normalnull (NN); wenn nicht anders genannt in der Regel laut :
| - evtl. unbenannter Berg (408 m) - Großer Homburg (403 m; mit der Homburg, inkl. Burgturm) - Till (399,2 m) - Kohlenberg (396,7 m) - Stadtberg (369,2 m) | - Wolfsberg (347,3 m) - Kellberg (343,1 m; mit Aussichtsturm Kellbergturm) - Hüttenkopf (321,3 m) - Heidelberg (315,7 m) - Schiffberg (312,7 m) |

### Fließgewässer
Zu den Fließgewässern im und am Homburgwald gehören:
- Lenne (passiert den Homburgwald im Osten, Nordosten und Norden; Zufluss der Weser)
- Forstbach (entsteht direkt südlich des Homburgwalds; Zufluss der Weser)
  - Rauchbach (entspringt im Süden des Homburgwalds; Quellbach des Forstbachs)
  - Fahrenbach (entspringt an der Westflanke des Homburgwalds; Zufluss des Forstbachs)

## Sehenswertes
Zu den Sehenswürdigkeiten sowie Natur- und Kulturdenkmälern im Homburgwald gehören:
Auf dem Großen Homburg (ca. 403 m ü. NN) steht die Ruine der Homburg, von deren Burgturm sich die Aussicht genießen lässt. Auch vom Kellbergturm (20 m hoch) auf dem östlich von Stadtoldendorf gelegenen Kellberg (343,1 m) blickt man in die Ferne. Westlich des Homburgwalds am Südrand des Odfelds steht das Kloster Amelungsborn.
Naturdenkmäler sind die Sieben-Brüder-Buche und die an einer Wegkreuzung gelegene Tentruseiche. Zur Letzteren gibt es die örtliche Erzählung, man habe dort in alten Zeiten einen Mann namens Tentrus erfroren aufgefunden. Dieser sei auf einem Gange zwischen Eschershausen und Stadtoldendorf ermüdet und habe sich dort in einer Wintersnacht zum Schlafen niedergelegt. Von der originalen Eiche war schon um die Mitte des zwanzigsten Jahrhunderts nur noch ein abgestorbener Baumstumpf übrig, der aber immer noch von der einstigen Größe dieses Baumes zeugte.